# Trilistna vetrnica
Trilistna vetrnica (znanstveno ime Anemonoides trifolia) je rastlina iz družine zlatičevk, razširjena po Južni Evropi in jugu Srednje Evrope.
Prepoznamo jo po pecljatih stebelnih listih s po tremi enostavnimi lističi, po čemer je dobila ime, belih cvetnih listih, ki so na zunanji strani včasih rdečkasti, in golih listih cvetnega odevala. Sorodna podlesna vetrnica se od nje loči po sestavljenih lističih stebelnih listov.
V Sloveniji je razširjena od nižin do zgornjega montanskega pasu, raste v gozdovih in grmičevju ter cveti od maja do junija.

## Sistematika
Prepoznani sta dve podvrsti:
- Anemone trifolia (L.) Holub subsp. trifolia – večina območja razširjenosti razen Iberskega polotoka
- Anemone trifolia (L.) Holub subsp. albida (Mariz) Ulbr. – Iberski polotok